# 尋常小学読本唱歌

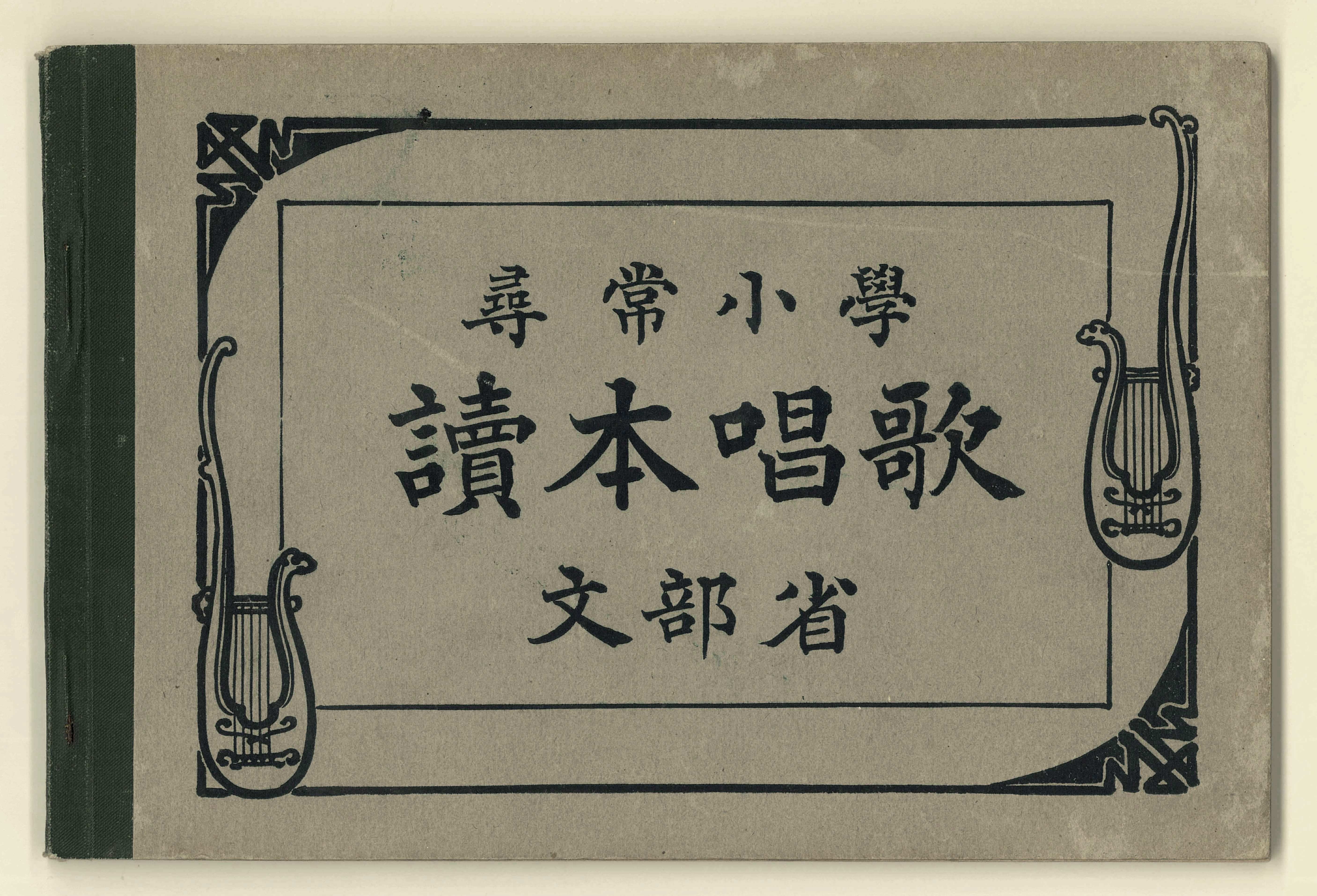
表紙

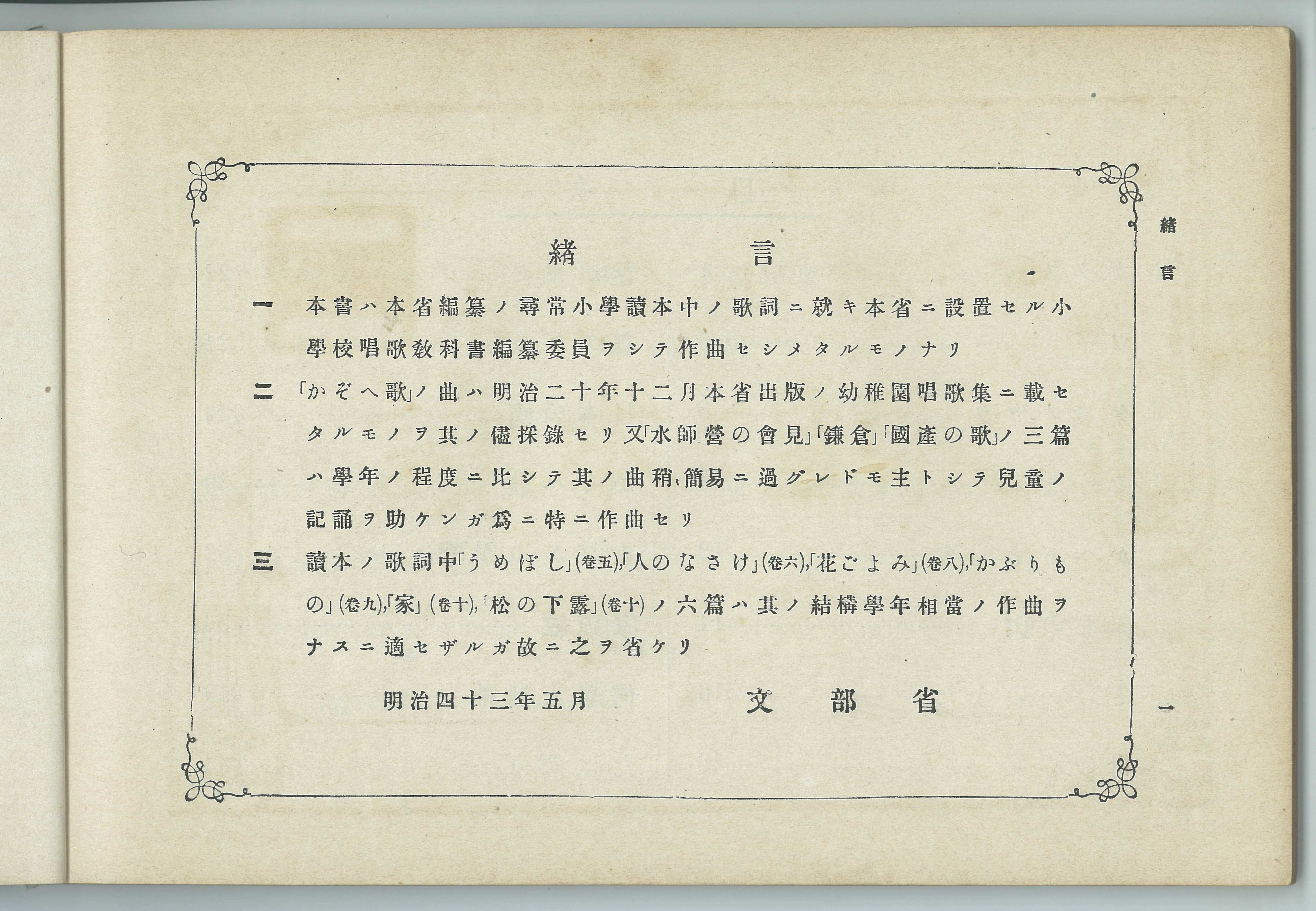
緒言（p.1）

尋常小学読本唱歌（じんじょうしょうがくとくほんしょうか）は1910年（明治43年）7月14日、文部省が初めて編集した尋常小学校の唱歌教科書。

## 概要
当時の国語読本『尋常小学読本』の韻文教材27首が選ばれ、曲をつけたのでこの書名がつけられた。全27曲。このあと『尋常小学唱歌』(全120曲)が出版されるまでの暫定的な教科書として、編纂が急がれたもので、学年ごとの分冊になっていない。すべての曲を日本人が作曲した点で画期的な唱歌教科書である。
曲は文部省が当時の東京音楽学校に依頼して編纂委員会を組織させ、そこの教授を中心に構成された編纂委員が合議して作曲された。そのため、個々の曲の作詞者、作曲者は伏せられ、著作権は文部省が所有することになった。収録された全曲は、『尋常小学読本唱歌』と並行して文部省が編纂した『尋常小学唱歌』に再録された。1932年（昭和7年）の『新訂尋常小学唱歌』や1941年の国民学校期に編纂された芸能科音楽教科書への移行、更には戦後の検定教科書への移行の際も引き続き収録され、約100年経った現在でも歌い継がれている曲が多い。
緒言は下記のとおり。
一
本書ハ本省編纂ノ尋常小學讀本中ノ歌詞ニ就キ本省ニ設置セル小學校唱歌教科書編纂委員ヲシテ作曲セシメタルモノナリ
二
「かぞへ歌」ノ曲ハ明治二十年十二月本省出版ノ幼稚園唱歌集ニ載セタルモノヲ其ノ儘採録セリ又「水師營の會見」「鎌倉」「國産の歌」ノ三篇ハ學年ノ程度ニ比シテ其ノ曲稍々簡易ニ過グレドモ主トシテ兒童ノ記誦ヲ助ケンガ爲ニ特ニ作曲セリ
三
讀本の歌詞中「うめぼし」(卷五),「人のなさけ」（卷六）,「花ごよみ」（卷八）,「かぶりもの」（卷九）,「家」（卷十）,「松の下露」（卷十）ノ六篇ハ其ノ結構學年相当ノ作曲ヲナスニ適セザルガ故ニ之ヲ省ケリ

## 収録唱歌

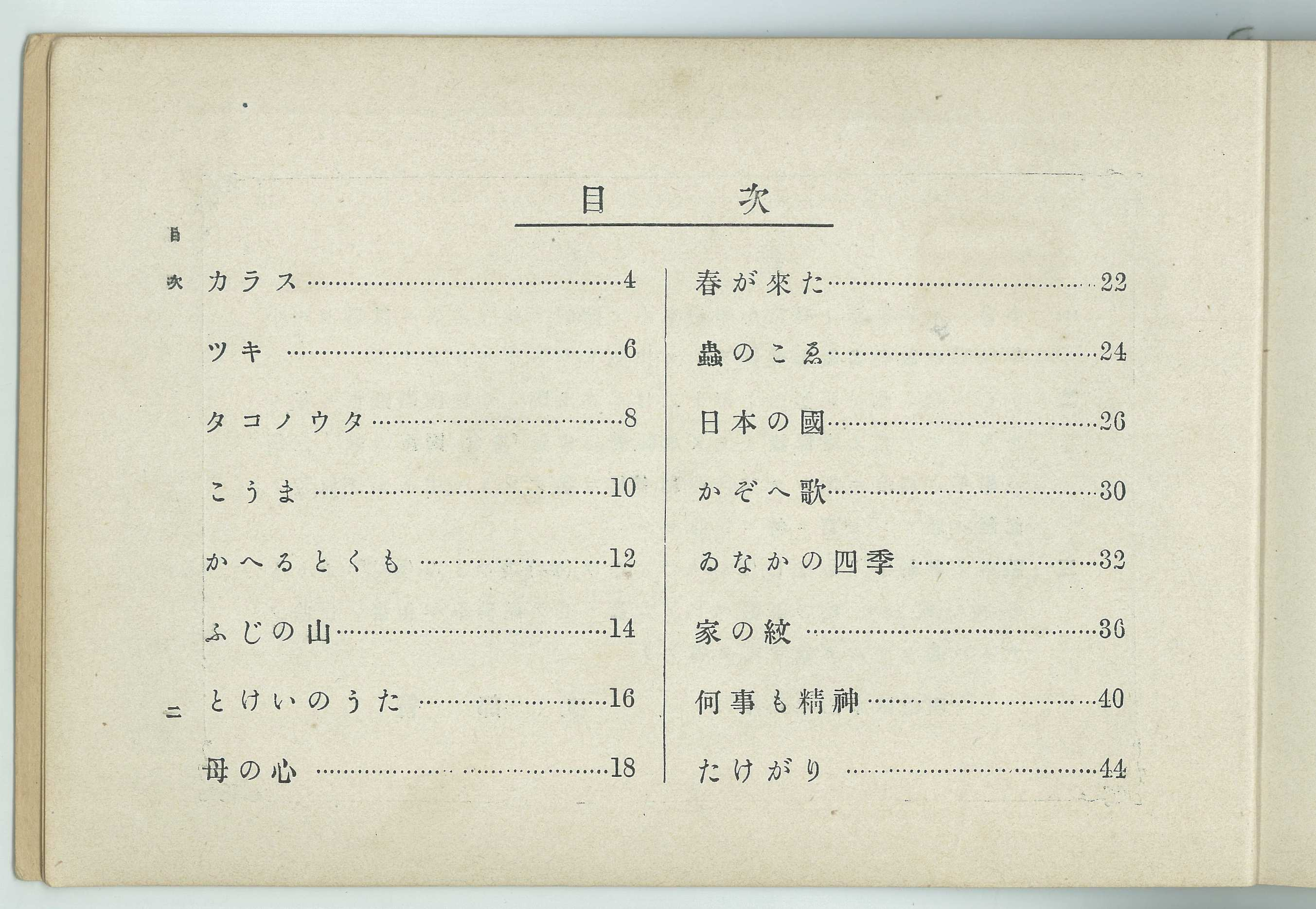
目次（p.2）

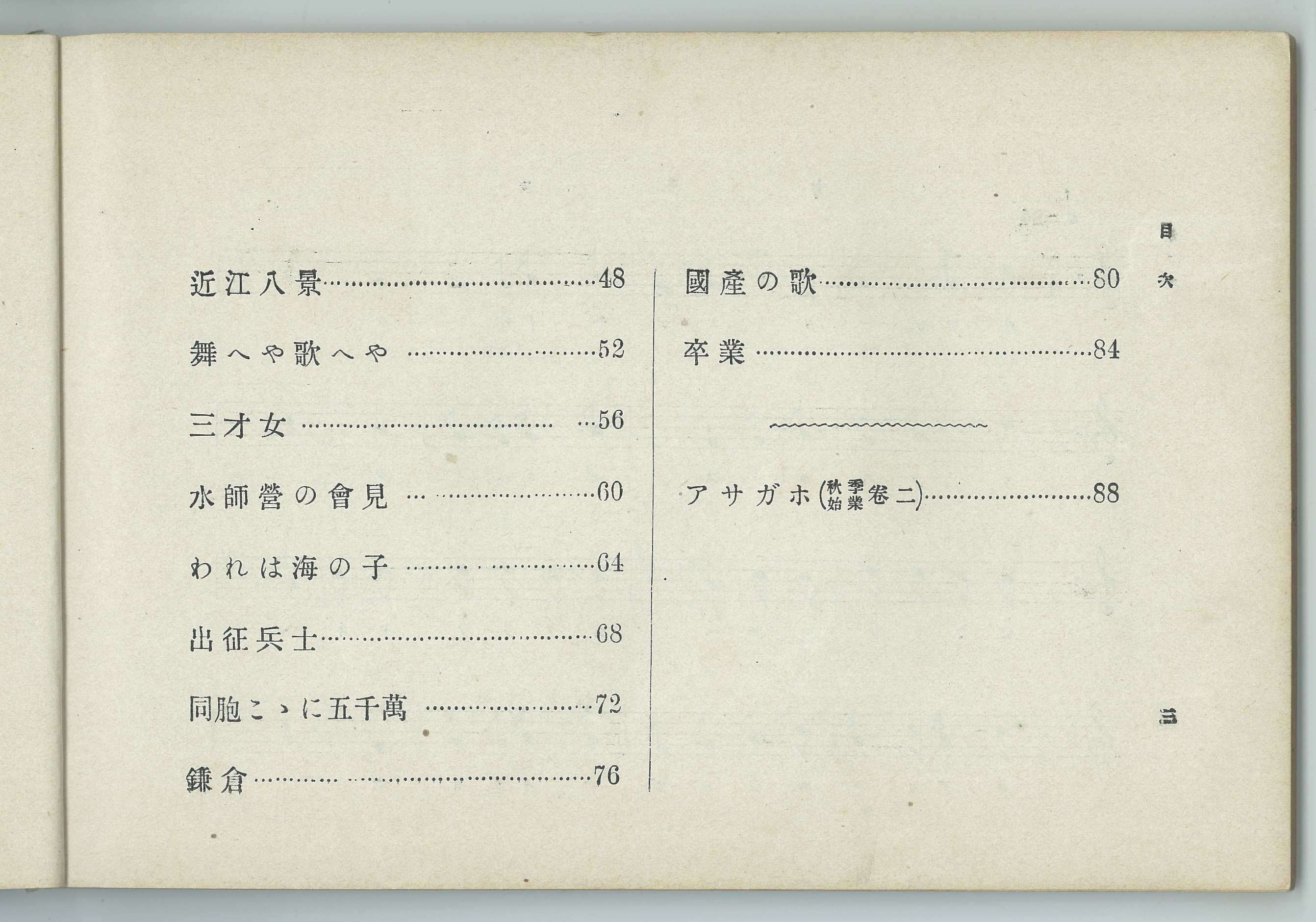
目次（p.3）

| - カラス - ツキ - タコノウタ - こうま - かへるとくも - ふじの山 - とけいのうた - 母の心 - 春が來た | - 蟲のこゑ - 日本の國 - かぞえ歌 - ゐなかの四季 - 家の紋 - 何事も精神 - たけがり - 近江八景 - 舞へや歌へや | - 三才女 - 水師營の會見 - われは海の子（我は海の子） - 出征兵士 - 同胞こゝに五千萬 - 鎌倉 - 國産の歌 - 卒業 - アサガホ （秋季始業巻二） |

## 主な作詞者
- 芳賀矢一
- 高野辰之
- 佐佐木信綱

## 主な作曲者
- 上真行
- 小山作之助
- 島崎赤太郎
- 楠美恩三郎
- 岡野貞一
- 南能衛

## 奥付
- [ 不許複製 ]

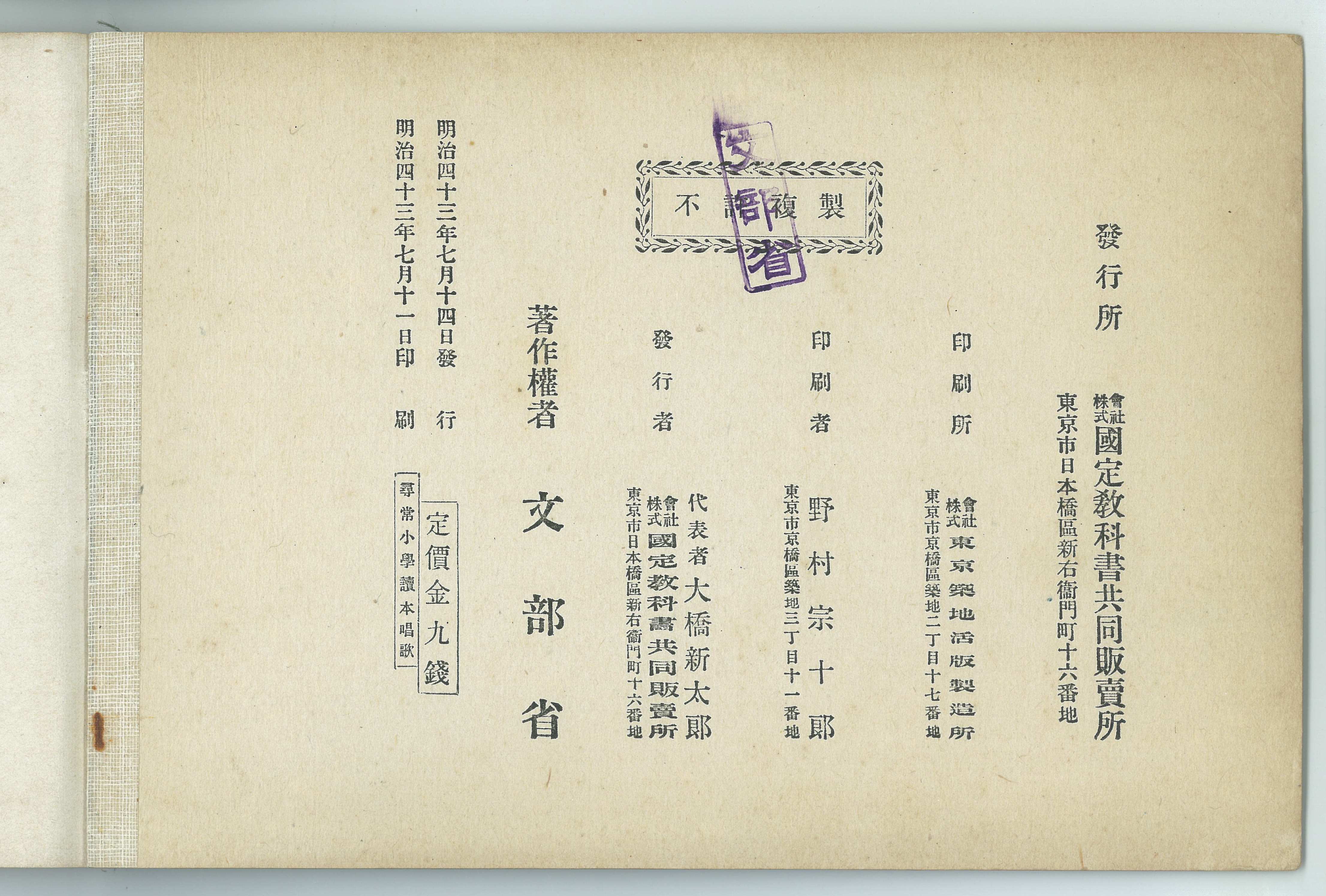
奥付

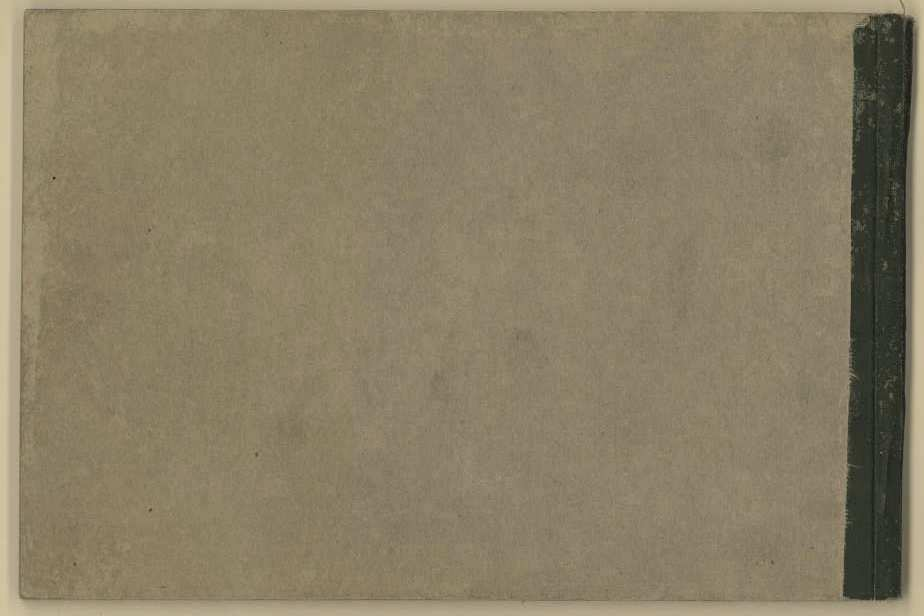
裏表紙

- 發行所　株式會社　國定教科書共同販賣所　東京市日本橋區新右衛門町十六番地
- 印刷所　株式會社　東京築地活版製造所　東京市京橋區築地二丁目十七番地
- 印刷者　野村宗十郎　東京市京橋區築地三丁目十一番地
- 發行者　代表者　大橋新太郎　株式會社　國定教科書共同販賣所　東京市日本橋區新右衛門町十六番地
- 著作權者　文部省
- 明治四十三年七月十四日發行
- 明治四十三年七月十一日印刷
- 定價金九錢